# Objet BL Lacertae

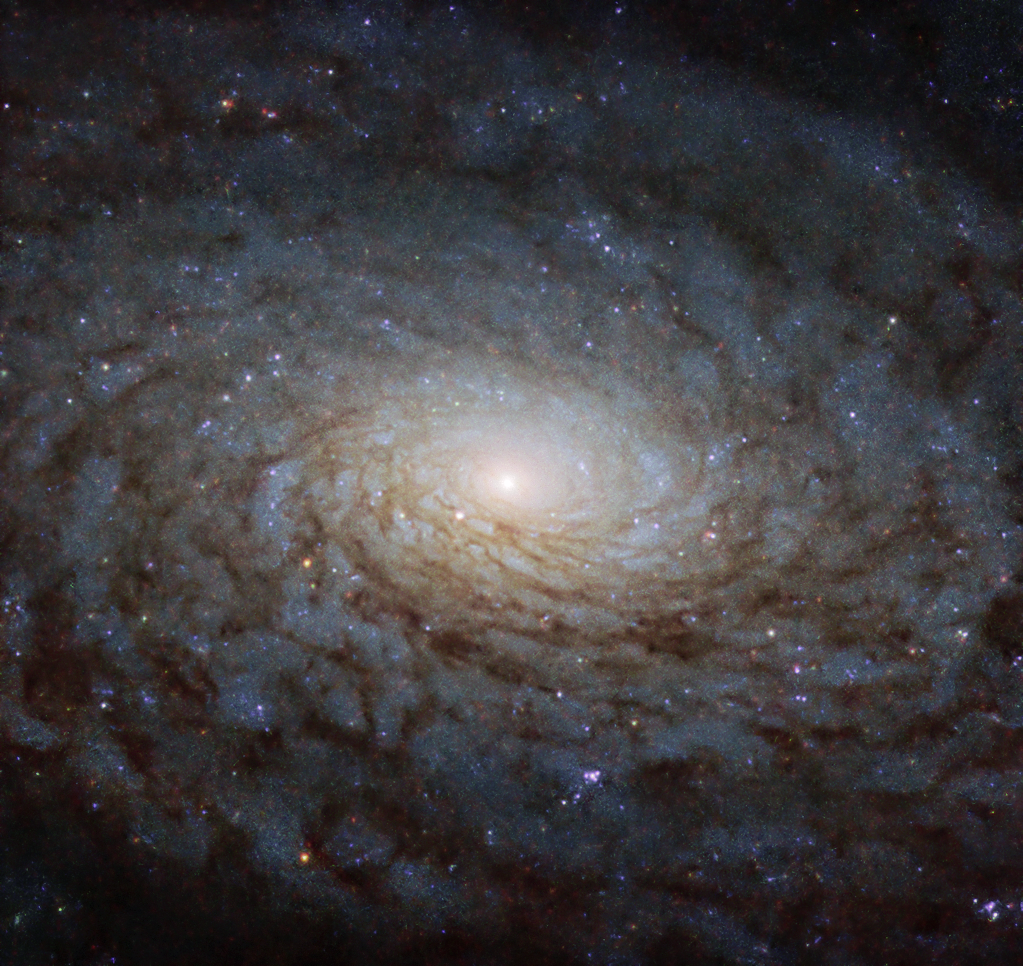
NGC 4380, l'un des seuls objets BL Lacertae à être abrités par une galaxie spirale.

Un objet BL Lacertae ou BL Lac est un type de galaxie active, nommé d'après l'objet typique BL Lacertae. Contrairement aux autres types de galaxies actives, elles présentent une très forte amplitude de variation dans l'émission de leur rayonnement, et une polarisation importante de ce rayonnement. BL Lacertae a d'ailleurs d'abord été pris en 1929 pour une variable irrégulière. Comparativement à d'autres noyaux actifs qui présentent de fortes raies d'émission, ces objets présentent un spectre dominé par un continuum et une émission non thermique. Les objets BL Lac sont regroupés avec d'autres objets sous le nom de Blazar.

## Histoire

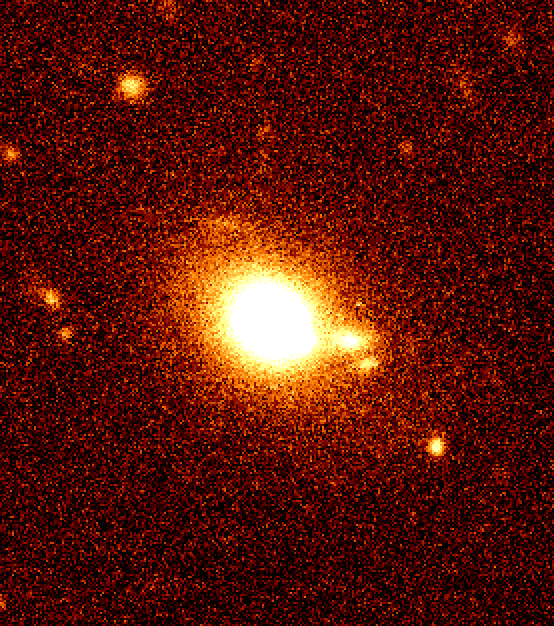
H0323+022 pris par le New Technology Telescope de l'observatoire européen austral. La galaxie hôte est visible.

Les objets BL Lacertae sont connus depuis le début du XXe siècle, mais leur nature exacte est restée longtemps incomprise. Initialement, ils étaient considérés comme de simples étoiles variables irrégulières en raison de leurs variations de luminosité difficiles à expliquer. Ce n'est qu'à partir des années 1960-1970 que leur véritable identité a été établie.
Le premier objet de ce type observé fut W Comae Berenices, identifié en 1916 par l’astronome allemand Max Wolf. En analysant des plaques photographiques prises entre 1892 et 1903, il nota des variations de magnitude de 13,7 à 15,8 à des intervalles irréguliers, ce qui l’amena à le classer comme une étoile variable irrégulière. Quelques années plus tard, en 1929, BL Lacertae, qui donnera son nom à cette classe d’objets, fut découvert par Cuno Hoffmeister. Comme W Comae Berenices, il fut d'abord pris pour une étoile variable de la Voie lactée et reçu une désignation conforme à cette classification.
L’année 1965 marque un tournant avec la détection, par quatre radioastronomes de l'université de l'Illinois, d'une radiosource nommée VRO 42.22.01. Quelques années plus tard, en 1968, John Smith de l'observatoire David Dunlap établit un lien entre cette radiosource et BL Lacertae. Il mit également en évidence la présence d'une galaxie très pâle autour de la source, suggérant que l'objet ne pouvait pas être une simple étoile variable,.
Parallèlement, en 1971, Alice Lucchetti et Peter D. Usher réexaminèrent des plaques photographiques de 1926 et 1950 et identifièrent W Comae Berenices comme un objet similaire à BL Lacertae. La même année, les radiosources B2 1215+30 et OHIO N231 furent détectées et Giuliano Romano établit alors un lien entre ces différentes observations, confirmant que W Comae Berenices était bien un objet du même type que BL Lacertae. En 1972, les caractéristiques de W Comae Berenices et BL Lacertae furent rapprochées de celles d'autres objets similaires, OJ 287 et 4C +31.63. Ces objets seront alors officiellement désignés comme une sous-catégorie de blazars, les objets BL Lacertae.
Par ailleurs, d’autres objets furent identifiés comme appartenant à cette classe. En 1942, Martha D. Ashbrook découvrit AP Librae, dont la luminosité variait de manière chaotique entre les magnitudes 15,0 et 16,0 sur des échelles de temps de quelques jours à quelques heures, un comportement similaire à celui des quasars OVV. En 1965, John G. Bolton et ses collègues associèrent cet objet à une galaxie elliptique (bien que de récentes mesures suggèrent plutôt une galaxie lenticulaire en transition). Enfin, en 1971, Howard E. Bond et François Biraud firent le lien entre AP Librae et la radiosource PKS 1514-24, et Glenn M. Frye suggéra que cet objet pourrait être une source de rayons gamma, renforçant son appartenance aux objets BL Lac.

## Caractéristiques
Les objets BL Lac sont un type de blazar dont le spectre est dominé par un continuum et une émission non thermique ; leur rayonnement est dominé par l'action du jet astrophysique et non par celle du disque d'accrétion. Ainsi, leur spectre est produit par le rayonnement synchrotron et Compton inverse du jet, ce qui masque en grande partie le rayonnement thermique du disque d’accrétion et les larges raies d'émission qui y sont associées.
Leur jet relativiste est également la source de la polarisation du signal. Il est composé de particules chargées (notamment des électrons) qui se déplace en spirale le long des lignes de champ magnétique du jet. Ce mouvement hélicoïdal engendre un rayonnement synchrotron, qui est intrinsèquement polarisé. La direction et le degré de polarisation dépendent donc de la structure du champ magnétique dans la région d’émission.

## Variation
Les variations observées dans un objet BL Lacertae sont dues à plusieurs phénomènes physiques liés à la dynamique du jet relativiste et aux propriétés du trou noir supermassif. Ces variations se produisent à différentes échelles de temps (minutes, heures, jours à plusieurs années) et sur l'ensemble du spectre électromagnétique. Il existe plusieurs processus internes aux jets admis comme étant la source de variation des BL Lacs :
- Le jet relativiste peut être soumis à d’importantes turbulences et instabilités magnétiques. Ces jets sont alimentés par la matière tombant vers le trou noir supermassif central, laquelle est ensuite accélérée à des vitesses relativistes le long des lignes de champ magnétique. Cette accélération n'est pas uniforme : des variations dans l’injection de plasma modifient périodiquement la densité des électrons relativistes dans le jet et causent ainsi une variation du flux observé[9]. Le jet peut également subir des instabilités magnétohydrodynamiques, qui peuvent tordre les lignes de champ et provoquer des reconnexions magnétiques, libérant ainsi de grandes quantités d’énergie sous forme de sursauts de lumière[10],[11]. Des ondes de choc internes peuvent se former lorsque différentes régions du jet se déplacent à des vitesses légèrement différentes, les faisant entrer en collision et générant des fronts de choc qui accélèrent les électrons présent dans le jet, augmentant temporairement la luminosité[12].

- L'orientation particulière des jets des BL Lacs induit un effet Doppler relativiste, qui amplifie considérablement la luminosité observée tout en raccourcissant les échelles de temps des variations. De plus, si le jet oscille légèrement en raison de précessions ou d’instabilités, l’angle d'émission change légèrement, modifiant l’intensité apparente du rayonnement synchrotron et Compton inverse. Ces variations d’angle, même minimes, peuvent provoquer d’importantes fluctuations de luminosité sur des échelles de temps courtes, parfois de l’ordre de quelques heures seulement[13].

- Les BL Lacs peuvent également connaître des éclats très intense de rayonnement gamma, souvent détectés par des télescopes spatiaux comme le Fermi-LAT. Ces éruptions peuvent être causées par plusieurs mécanismes, notamment des collisions entre différentes régions du jet, qui libèrent une grande quantité d’énergie via la diffusion Compton inverse[14].

## Galaxies hôtes
Peu de temps après la découverte de cette classe inhabituelle d'objets, il a été noté que les sources étaient entourées d'un halo lumineux. À la fin des années 1970, l'utilisation de détecteurs modernes (comme les CCD) a permis d'observer avec une meilleure précision la nature de ce halo. Une imagerie de l'objet PKS 0548-322 par Michael John Disney en 1974 révèlera qu'il était composé d'une galaxie elliptique géante avec un centre particulièrement lumineux. Des relevés plus approfondis effectués avec le télescope spatial Hubble ont montrés que les objets BL Lac étaient quasi systématiquement associés avec des galaxies dont ils semblent être le noyau. Pour les cas ou une galaxie hôte ne fut pas détectée, il a été conclu que les objets BL Lac sont suffisamment lumineux pour éclipser leur hôte.
Les résultats des observations d'Hubble sont que 8% des BL Lacs sont abrités par des galaxies spirales et lenticulaires, le reste étant des galaxies elliptiques. Ces galaxies elliptiques sont très lumineuses avec une magnitude médiane absolue de -23,7 ± 0,6. Ceci est comparable aux amas de galaxies les plus brillants.

## Publications
- A. P. Marscher, et al., "The inner jet of an active galactic nucleus as revealed by a radio-to-gamma-ray outburst," Nature 452, 966-969 (2008).